# Sellos en los sellos postales
La temática de sellos en los sellos postales ha sido considerada por muchos países siendo el tema favorito el Penny Black o Penique Negro. Alemania hace lo propio con el primer sello bávaro, el Schwarzer Einser o 1 Kreuzer Negro. Proletario liberado era un tema recurrente en la Unión Soviética.

## Ejemplos de sellos en los sellos postales

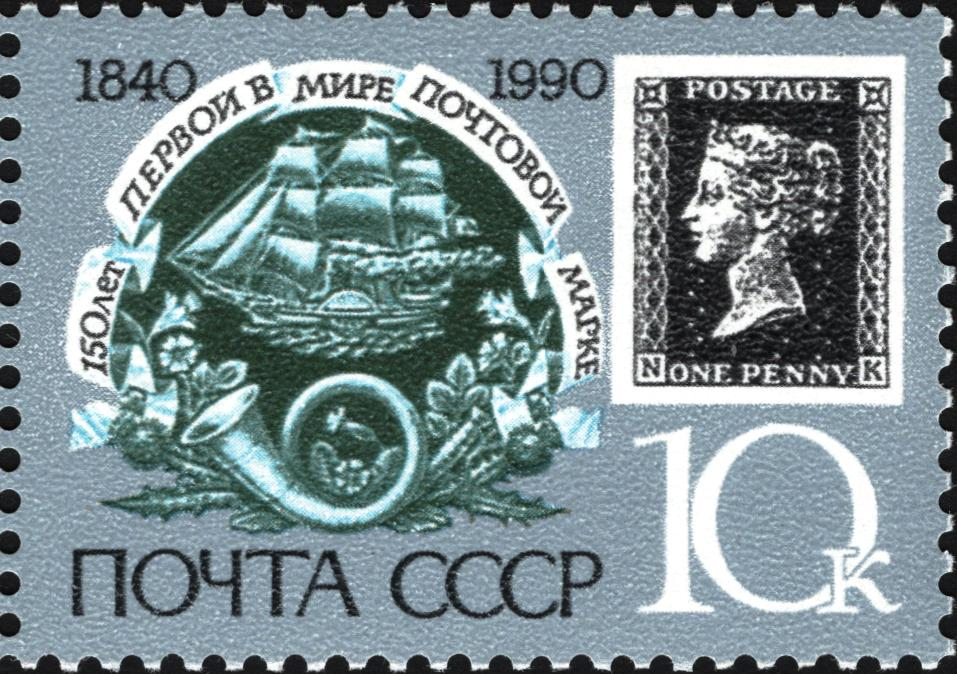
Penny Black en sello soviético de 1990 (10 kopeks)
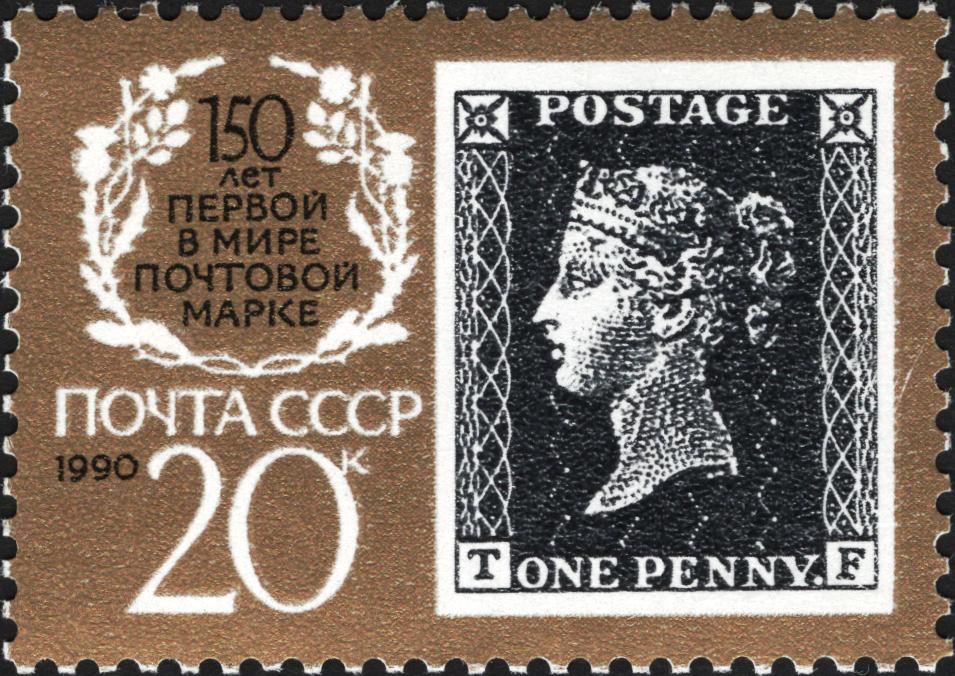
Lo mismo (20 kopeks)
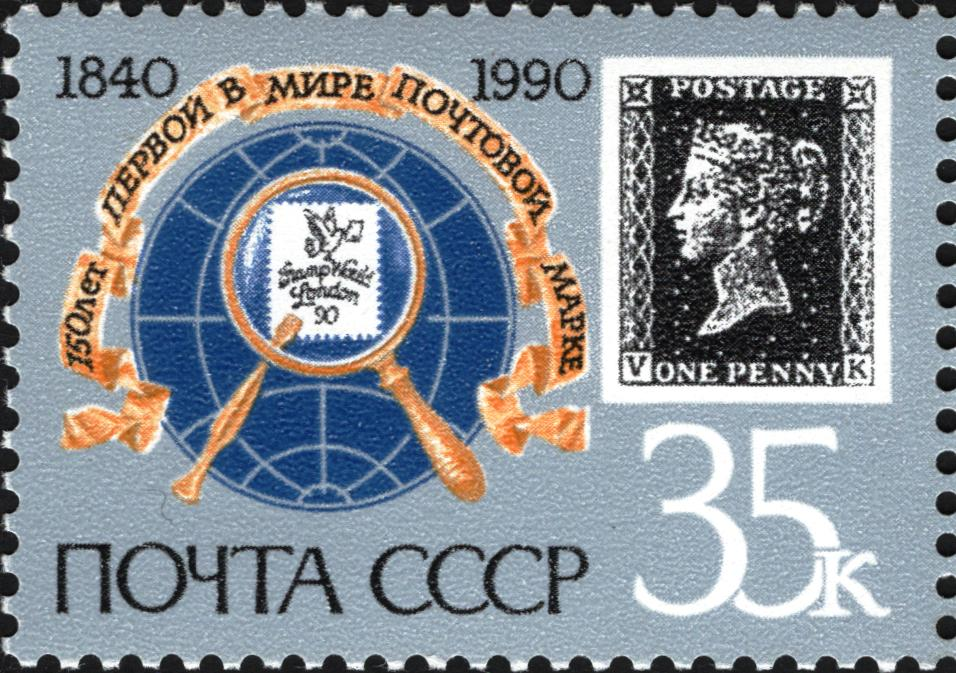
Lo mismo (35 kopeks)
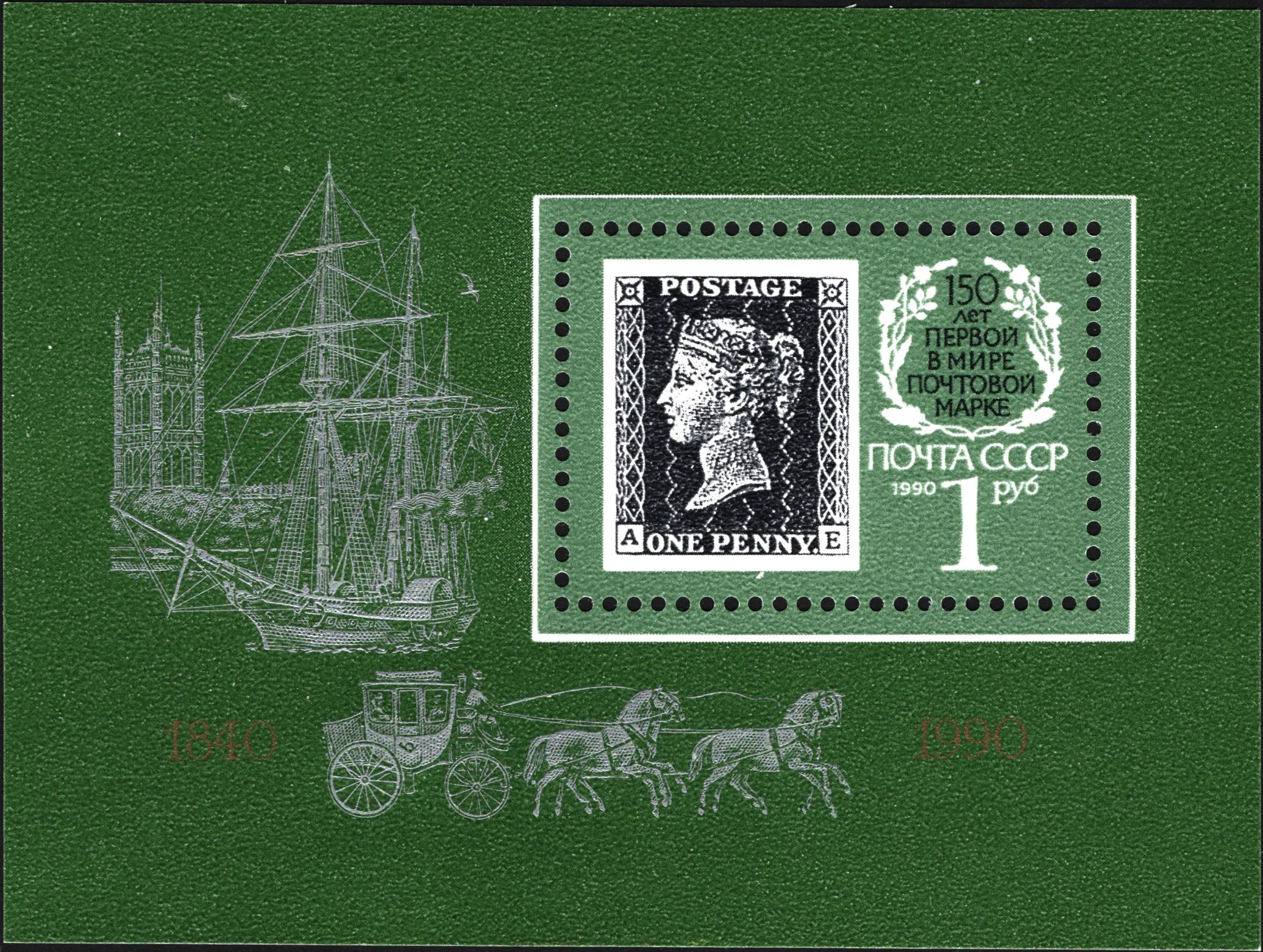
Lo mismo (hoja bloque)
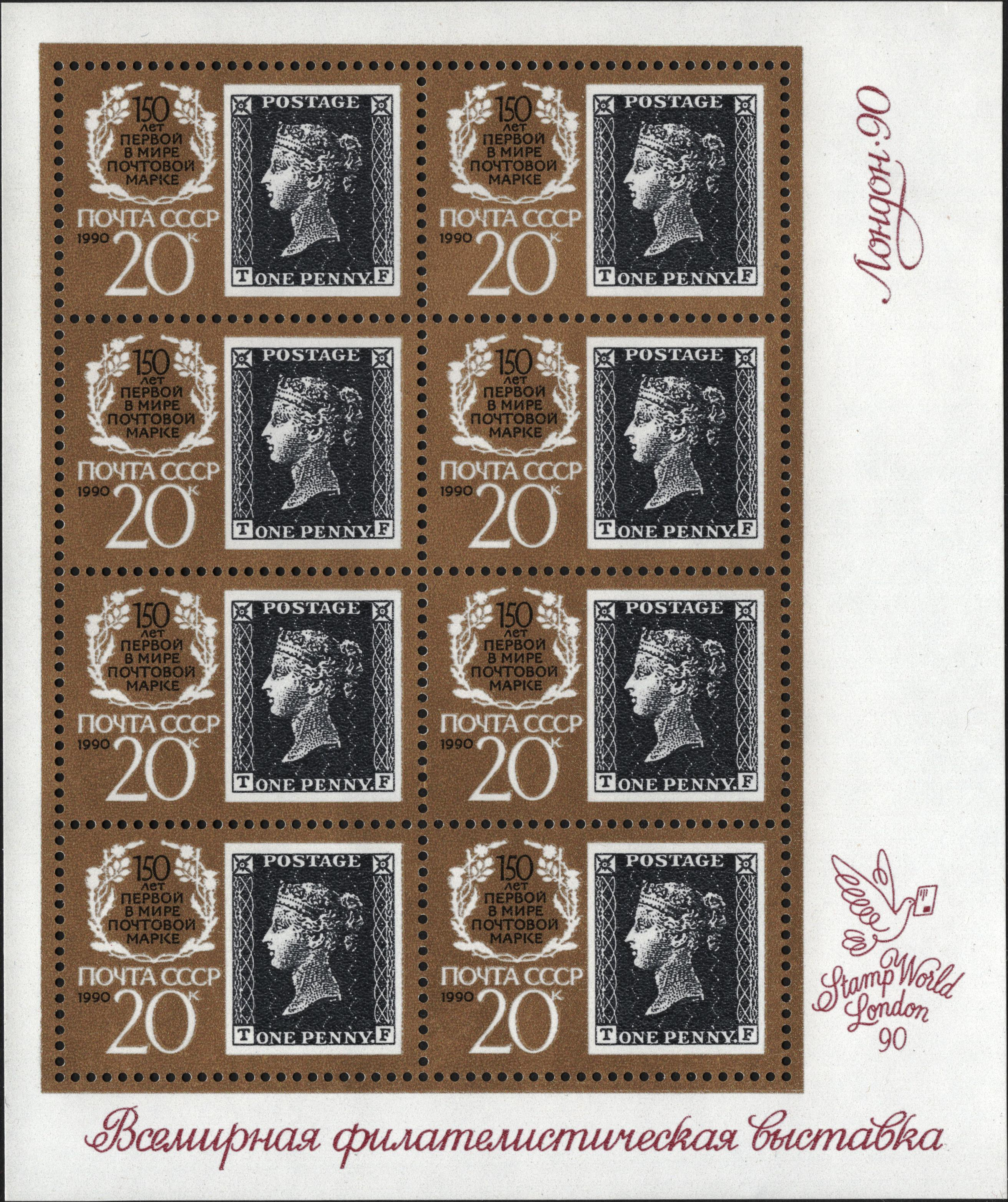
Lo mismo (pliego)
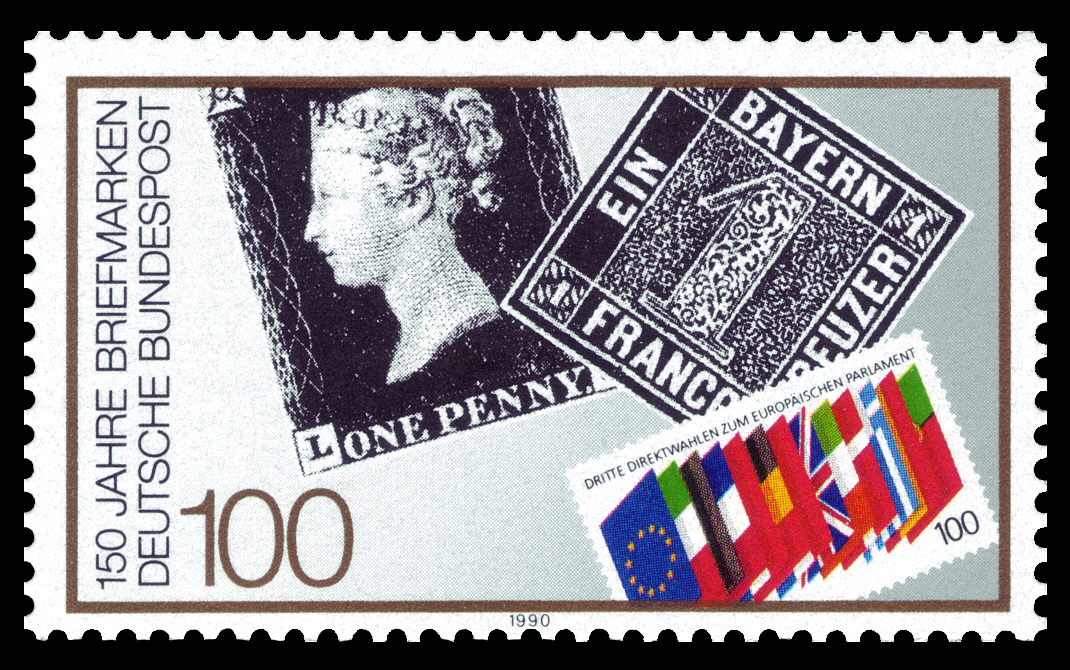
Alemania, 1990: 150 años de Penny Black (incluyendo Schwarzer Einser y una emisión moderna)
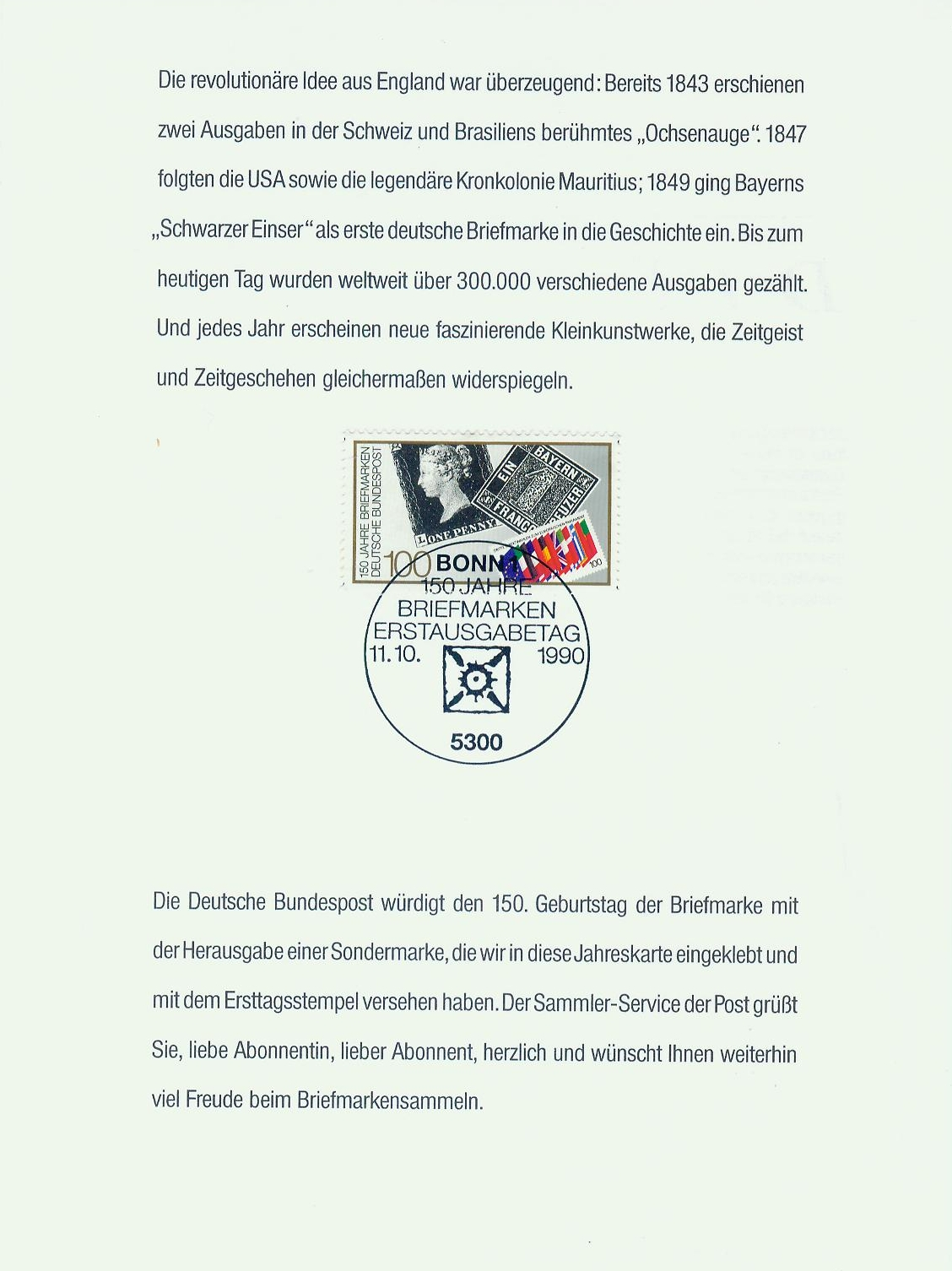
Lo mismo (matasello de primer día de circulación)
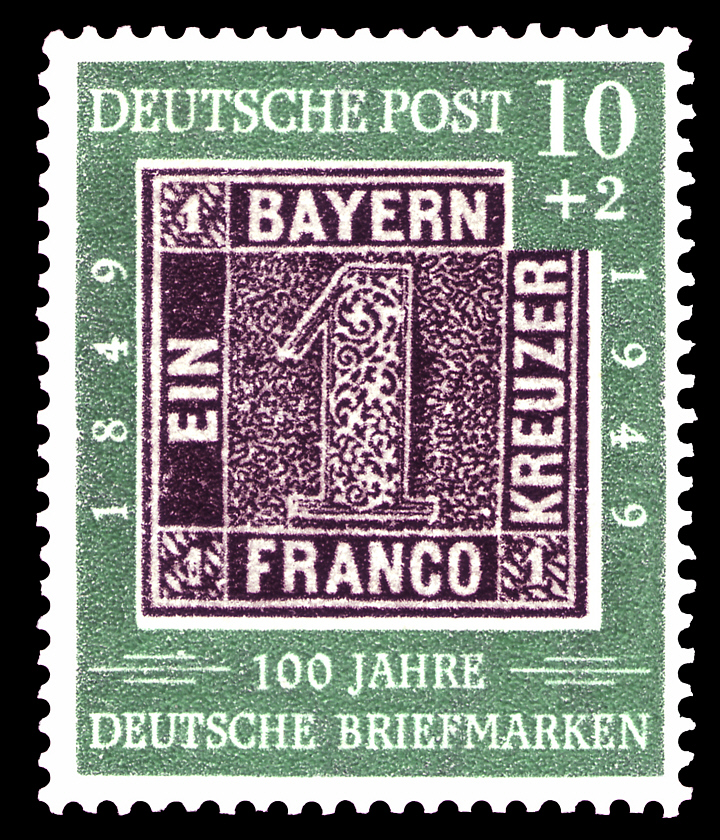
Alemania Occidental, 1949. Centenario del sello alemán: Schwarzer Einser de Baviera
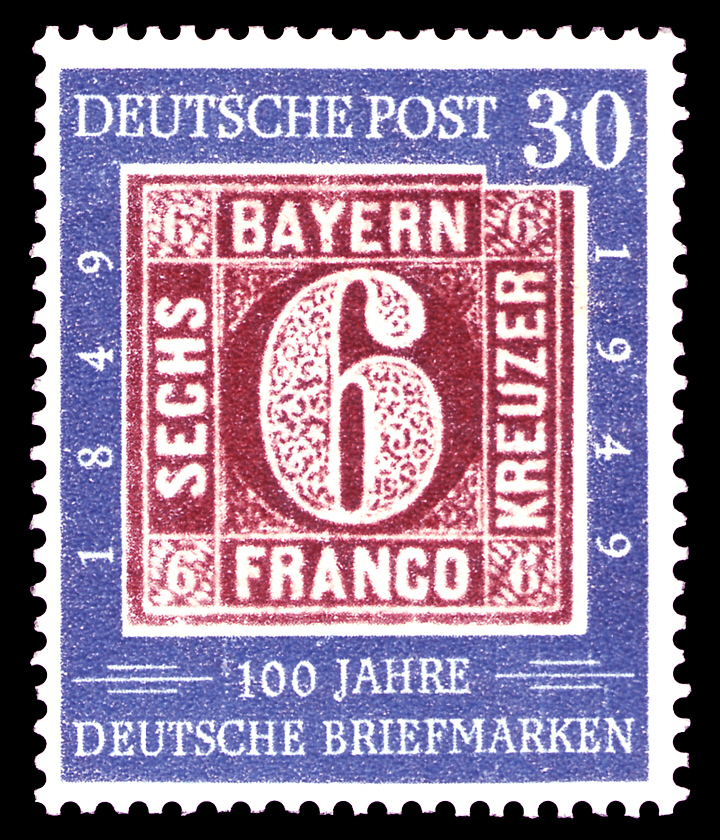
Lo mismo: 6 Kreuzer de Baviera
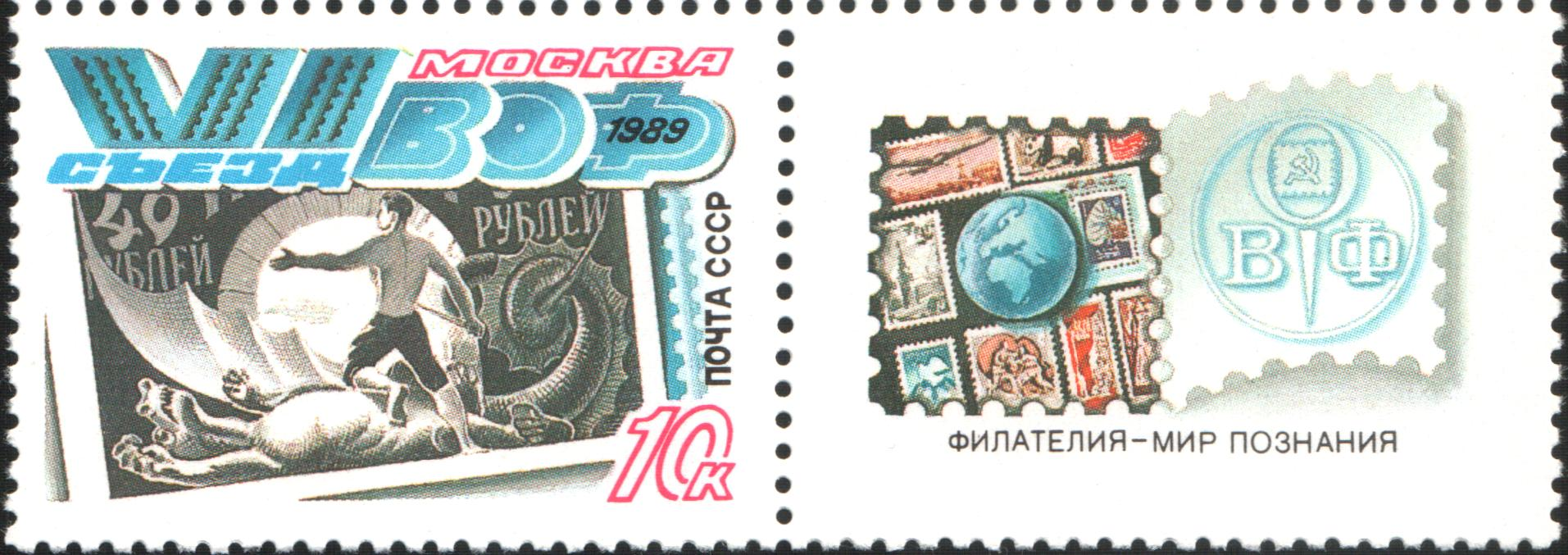
URSS, 1989: Proletario liberado con bandeleta